# Simone Veil
 Ikke at forveksle med Simone Weil.
Simone Veil (født 13. juli 1927 i Nice, død 30. juni 2017) var en fransk sagfører og politiker fra partiet Union pour la démocratie française. Hun var den første formand for Europa-Parlamentet efter det første direkte valg til parlamentet i 1979. Før sin europaparlamentariske karriere var Veil sundhedsminister i Valéry Giscard d'Estaings regering fra 1974 til 1979.
I sit civile liv arbejdede hun som advokat.
Simone Jacob blev født i 1927 i Nice og var datter af en jødisk arkitekt. Under anden verdenskrig fik hun studentereksamen og efter krigen studerede hun jura, og fik en embedseksamen fra Institut d'Etudes Politiques de Paris. Vichyregimet forbød faderen at udøve sit erhverv i 1941 og familien blev deporteret i 1944. Hendes forældre og bror døde, mens Simone og hendes to søstre overlevede Holocaust.
Hun blev gift med Antoine Veil efter krigen, med hvilken hun fik tre børn. I 1957 begyndte hun at arbejde politisk, da hun blev hvervet til justitsministeriet som attaché. Hun engagerede sig bl.a. offentligt i abort- og adoptionsspørgsmål. I 1969 blev hun teknisk rådgiver i ministeriet og i 1970 generalsekretær ved det Højere Retslige Råd (fransk: 'Conseil Supérieur de la Magistrature). Den stilling havde hun til 1974, hvor hun, under Valéry Giscard d'Estaing blev minister for sundhed og sundhedsvæsen. Hun blev internationalt kendt ved at gennemføre en abortlov, som går under navnet Veils lov. I 1979 blev hun valgt som Formand for Europa-Parlamentet, og hun forblev på posten i 2,5 år (en halv valgperiode). 
Herefter bestred hun flere forskellige poster i EU. I 1993 indtrådte hun atter i Frankrigs regering, denne gang som sundheds- og socialminister under Édouard Balladur. Hun var formand for Frankrigs Forfatningsråd fra 1998–2007.
I 2007 blev hendes selvbiografi Une Vie. udgivet. Fra 18. marts 2010 til sin død holdt hun den 13'ende stol i det Franske akademi, hvor hun efterfulgte den tidligere Premierminister Pierre Messmer ved hans død i 2007.
Blandt de udmærkelser som blev tildelt Veil kan nævnes Æreslegionens storkors, Karlsprisen, Order of the British Empire, Prinsessen af Asturiens pris, samt æresdoktorat ved Yale University og Cambridge University.